# Buckshot John
Buckshot John es una película de género wéstern de 1915 dirigido y protagonizado por Hobart Bosworth. La película actualmente sobrevive en el archivo de películas de la Biblioteca del Congreso de Estados Unidos.

## Cast
- Hobart Bosworth como "Buckshot John" Moran
- Courtenay Foote como el Dr. Buchanan Gilmore / El gran Gilmore
- Carl von Schiller como Jimmy Dacey, el Reportero
- Helen Wolcott como Ruth Mason
- Herbert Standing como John Mason
- Marshall Stedman como el director de la prisión estatal
- Frank Lanning como Bad Jake Kennedy
- Art Acord como Hairtrigger Jordan
- Elmo Lincoln como el sheriff (acreditado como Oscar Linkenhelt)
- Rhea Haines como Mrs. Hayden
- Arthur Allardt como una de las personas en la multitud de espectáculos de medicina (Sin acreditar)
- J.F. Briscoe como una de las personas en la multitud de espectáculos de medicina (Sin acreditar)
- Mr. Fletcher como el juez (Sin acreditar)
- Hoot Gibson como una de las personas en la multitud de espectáculos de medicina (Sin acreditar)
- Wong Ling como Hindo (Sin acreditar)
- Martha Mattox como una de las personas en la multitud de espectáculos de medicina (Sin acreditar)
- Robert Murdock como el hombre en llave en mano (Sin acreditar)
- Ray Myers como una de las personas en la multitud de espectáculos de medicina (Sin acreditar)
- Joe Ray como una de las personas en la multitud de espectáculos de medicina (Sin acreditar)